# Байбаки
Байбаки́ — деревня в Щёлковском районе Московской области России, входит в состав городского поселения Щёлково. Население — 72 чел. (2010).

## География
Деревня Байбаки расположена на северо-востоке Московской области, в юго-западной части Щёлковского района, примерно в 15 км к северо-востоку от Московской кольцевой автодороги и 6 км к северо-западу от одноимённой железнодорожной станции города Щёлково, по левому берегу реки Учи бассейна Клязьмы.
В 5 км юго-восточнее деревни проходит Фряновское шоссе Р110, в 6 км к северо-западу — Ярославское шоссе М8, в 15 км к северу — Московское малое кольцо А107, в 1 км к северу — пути Ярославского направления Московской железной дороги (ответвление Болшево — Фрязино). Ближайшие сельский населённый пункт — деревня Набережная.
В деревне 6 улиц — Весенняя, Добрая, Дружная, Историко-архивного института, Солнечная и Солнечный проезд, приписаны одно огородническое (ОНТ) и 9 садоводческих товариществ (СНТ).
Связана автобусным сообщением с городами Пушкино и Щёлково.

## Население
| 1852 | 1859 | 1869 | 1926 | 2002 | 2006 | 2010 |
| ---- | ---- | ---- | ---- | ---- | ---- | ---- |
| 68   | ↘65  | ↗68  | ↗149 | ↘98  | ↗102 | ↘72  |

## История
В середине XIX века относилась ко 2-му стану Богородского уезда Московской губернии и принадлежала коллежскому асессору Петру Маркеловичу Мещанинову. В деревне было 8 дворов, крестьян 29 душ мужского пола и 39 душ женского.
В «Списке населённых мест» 1862 года — владельческая деревня 2-го стана Богородского уезда Московской губернии по левую сторону Хомутовского тракта (от Москвы по границе с Дмитровским уездом), в 30 верстах от уездного города и 9 верстах от становой квартиры, при реке Уче, с 8 дворами и 65 жителями (30 мужчин, 35 женщин).
По данным на 1869 год — деревня Гребневской волости 3-го стана Богородского уезда с 9 дворами, 9 деревянными домами и 68 жителями (29 мужчин, 39 женщин), из которых 2 грамотный. Количество земли составляло 78 десятин, в том числе 39 десятин пахотной. Имелось 4 лошади и 5 единиц рогатого скота.
В 1913 году — 22 двора.
По материалам Всесоюзной переписи населения 1926 года — деревня Новосёлковского сельсовета Щёлковской волости Московского уезда в 4,5 км от Стромынского шоссе и 6,5 км от станции Щёлково Северной железной дороги, проживало 149 жителей (72 мужчины, 77 женщин), насчитывалось 29 крестьянских хозяйств.
С 1929 года — населённый пункт Московской области в составе:
- Набережновского сельсовета Щёлковского района (1929—1939)[17],
- Потаповского сельсовета Щёлковского района (1939—1954)[18],
- Мальцевского сельсовета Щёлковского района (1954—1959, 1960—1963, 1965—1994)[18][19][20],
- Мальцевского сельсовета Балашихинского района (1959—1960)[18][21],
- Мальцевского сельсовета Мытищинского укрупнённого сельского района (1963—1965)[22],
- Мальцевского сельского округа Щёлковского района (1994—2006)[20],
- городского поселения Щёлково Щёлковского муниципального района (2006 — н. в.)[23][24].